# Родригес, Леандро Хосуэ
Леа́ндро Хосуэ́ Родри́гес Санте́лья (исп. Leandro Josué Rodríguez Santaella; род. 11 июня 2005, Матурин, Монагас) — венесуэльский футболист, вингер клуба «Монагас».

## Клубная карьера
Родригес — воспитанник клубов Атлетико Минейро и «Монагас». 5 февраля 2023 года в матче против «Депортиво Ла Гуайра» он дебютировал в венесуэльской Примеры в составе последнего. 24 апреля в поединке против «Академия Пуэрто-Кабельо» Леандро забил свой первый гол за «Монагас».

## Международная карьера
В 2025 году Родригес в составе молодёжной сборной Венесуэлы принял участие в молодёжном чемпионате Южной Америки в Венесуэле. На турнире он сыграл в матчах против сборных Перу и Парагвая. В поединке против перуанцев Леандро забил гол.